# Free Internet Chess Server

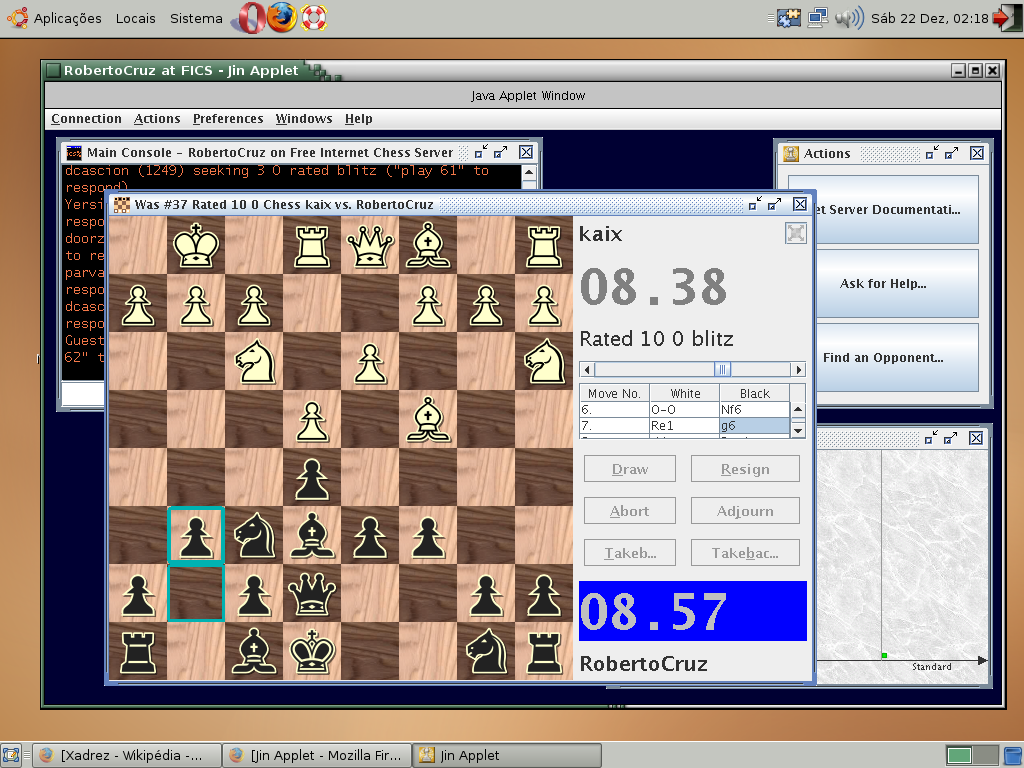
Ett schackparti på FICS med det officiella gränssnittet Jin.

Free Internet Chess Server (FICS) är en volontärdriven Internetbaserad schackserver. Organisationen skapades som ett gratis alternativ till Internet Chess Club (ICC), efter att sidan började ta betalt för medlemskap.
FICS använder Glicko-ratingsystemet.